# Bobäcken
Bobäcken är en sjö i Haninge kommun i Södermanland och ingår i Tyresån-Trosaåns kustområde. Bobäcken ligger i Häringe-Hammersta Natura 2000-område.